# Медленнорастущая иерархия
Медленнорастущая иерархия представляет собой семейство функций {\displaystyle (g_{\alpha }:\mathbb {N} \rightarrow \mathbb {N} )_{\alpha <\mu }} , где {\displaystyle \mu } — это некий большой счётный ординал, такой, что фундаментальные последовательности присвоены всем предельным ординалам, меньшим чем {\displaystyle \mu }.
Медленнорастущая иерархия определяется следующим образом:
- {\displaystyle g_{0}(n)=0}
- {\displaystyle g_{\alpha +1}(n)=g_{\alpha }(n)+1}
- {\displaystyle g_{\alpha }(n)=g_{\alpha [n]}(n)}, если и только если {\displaystyle \alpha } — предельный ординал,

где  {\displaystyle \alpha [n]} обозначает  {\displaystyle n}-й элемент фундаментальной последовательности присвоенной предельному ординалу  {\displaystyle \alpha }.
Каждый ненулевой ординал {\displaystyle \alpha <\varepsilon _{0}=\min\{\beta |\beta =\omega ^{\beta }\}} может быть представлен в уникальной нормальной форме Кантора {\displaystyle \alpha =\omega ^{\beta _{1}}+\omega ^{\beta _{2}}+\cdots +\omega ^{\beta _{k-1}}+\omega ^{\beta _{k}},} где {\displaystyle \omega } – первый трансфинитный ординал, {\displaystyle \alpha >\beta _{1}\geq \beta _{2}\geq \cdots \geq \beta _{k-1}\geq \beta _{k}}.
Если {\displaystyle \beta _{k}>0}, тогда {\displaystyle \alpha } — предельный ординал и ему может быть присвоена фундаментальная последовательность следующим образом:
{\displaystyle \alpha [n]=\omega ^{\beta _{1}}+\omega ^{\beta _{2}}+\cdots +\omega ^{\beta _{k-1}}+\left\{{\begin{array}{lcr}\omega ^{\gamma }n{\text{, если }}\beta _{k}=\gamma +1\\\omega ^{\beta _{k}[n]}{\text{, если }}\beta _{k}{\text{ - предельный ординал.}}\\\end{array}}\right.}
Если {\displaystyle \alpha =\varepsilon _{0}}, тогда {\displaystyle \alpha [0]=0} и {\displaystyle \alpha [n+1]=\omega ^{\alpha [n]}}.
Используя эту систему фундаментальных последовательностей можно определить медленнорастущую иерархию до первого числа эпсилон {\displaystyle \varepsilon _{0}}. Для {\displaystyle \alpha =\varepsilon _{0}} верно равенство {\displaystyle g_{\varepsilon _{0}}(n)=n\uparrow \uparrow n} согласно стрелочной нотации.
С более мощными системами фундаментальных последовательностей можно ознакомиться на следующих страницах:
- Функция Веблена
- Пси-функции Бухгольца

Медленнорастущая иерархия «догоняет» быстрорастущую иерархию при  {\displaystyle \alpha =\psi _{0}(\Omega _{\omega })}, используя пси-функции Бухгольца, то есть
{\displaystyle g_{\psi _{0}(\Omega _{\omega })}(n)<f_{\psi _{0}(\Omega _{\omega })}(n)<g_{\psi _{0}(\Omega _{\omega })}(n+1)} для всех {\displaystyle n>0}.  